# Воислав Кощуница
Д-р Воислав Кощуница (на сръбски: Војислав Коштуница или Vojislav Koštunica) е юрист и политик от Сърбия.
Той е бивш министър-председател на Сърбия, както и последният президент на Югославия (2000 – 2003). Член е на Демократическа партия на Сърбия. Женен е за адвокатката Зорица Радович.

## Биография
Кощуница произхожда от белградско семейство на юристи. Баща му Йован е съдия в Кралство Югославия.
Не е бил член на Югославската комунистическа партия. Завършва Юридическия факултет на Белградския университет. През 1989 г. заедно със Зоран Джинджич основава Демократическата партия. През 1992 г. основава Демократическата партия на Сърбия. Причина за отделянето му от Демократическата партия е подкрепата му за босненските сърби на Радован Караджич.